# جيمس بوند (شخصية أدبية)
جيمس بوند (بالإنجليزية: James Bond)(وسام القديس ميخائيل والقديس جرجس) شخصية خيالية أبدعها الصحفي والروائي البريطاني إيان فليمنج في عام 1953 عبر أول رواية كازينو رويال. هو بطل سلسلة روايات وأفلام وكوميديا وألعاب فيديو جيمس بوند. كتب فليمينغ اثني عشر رواية ومجموعتين قصصيتين قصيرتين.

## وصلات خارجية
- جيمس بوند على موقع الموسوعة البريطانية (الإنجليزية)
- جيمس بوند على موقع ميوزك برينز (الإنجليزية)